# Katral, Athni
Katral là một làng thuộc tehsil Athni, huyện Belgaum, bang Karnataka, Ấn Độ.